# Apostolisches Vikariat Tripolis

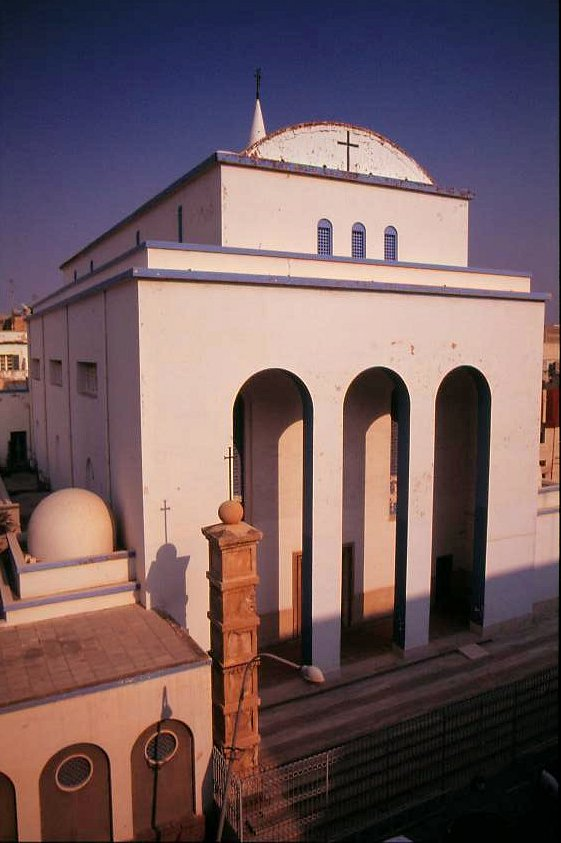
St. Franziskus, Tripolis (2008)

Das Apostolische Vikariat Tripolis (lat.: Apostolicus Vicariatus Tripolitanus) ist ein in Libyen gelegenes römisch-katholisches Apostolisches Vikariat mit Sitz in Tripolis. 

## Geschichte
Papst Urban VIII. gründete die Apostolische Präfektur Tripolis 1630 aus Gebietsabtretungen des Bistums Las Palmas (Kirchenprovinz Valencia). Im Jahre 1894 wurde sie zum Apostolischen Vikariat Libyen erhoben.
Am 3. Februar 1927 verlor es einen Teil seines Territoriums an das Apostolische Vikariat Cyrenaica und nahm gleichzeitig den Namen, Apostolisches Vikariat Tripolitana, an. Am 22. Juni 1939 verlor es einen Teil seines Territoriums zugunsten der Errichtung der Apostolischen Präfektur Misrata und gleichzeitig erhielt es den aktuellen Namen.
Derzeit ist auf seinem Gebiet nur eine einzige katholische Kirche geöffnet, nämlich St. Franziskus in Tripolis. Die Kirche wird, wie auch die Kirche Maria Immacolata in Bengasi, unterhalten von der franziskanischen Gemeinschaft St. Paul the Apostle (Malta). Die 1928 eingeweihte, katholische Kathedrale Santa Maria degli Angeli von Tripolis wird nach der Enteignung seit 1970 als Gamal-Abdel-Nasser-Moschee genutzt.

## Ordinarien

### Apostolische Vikare von Libyen
- Ludovico Antomelli OFM (1913–1919) (dann Bischof von Bagnoregio)
- Giacinto Tonizza OFM (1919–1927)

### Apostolische Vikare von Tripolitana
- Giacinto Tonizza OFM (1927–1935)
- Camillo Vittorino Facchinetti OFM (1936–1939)

### Apostolische Vikare von Tripolis
- Camillo Vittorino Facchinetti OFM (1939–1950)
- Vitale Bonifacio Bertoli OFM (1951–1967)
- Guido Attilio Previtali OFM (1969–1985)
- Giovanni Innocenzo Martinelli OFM (1985–2017)
- George Bugeja OFM (seit 2017)